# Сара аль-Амири
Сара бинт Юсеф аль-Амири (араб.  سارة بنت يوسف الأميري‎, род. 1987) — государственный министр по передовым технологиям в Министерстве промышленности и передовых технологий правительства ОАЭ, глава Космического агентства ОАЭ и Совета учёных ОАЭ, а также заместитель руководителя космической программы «Emirates Mars Mission».

## Ранние годы и образование
Сара аль-Амири родилась в ОАЭ в 1987 году. Она изучала информатику в Американском университете Шарджи, получив степени бакалавра и магистра. Её всегда интересовала аэрокосмическая техника, но в период её взросления в ОАЭ ещё не было космической программы.

## Научная деятельность и карьера
Аль-Амири начала свою карьеру, работая в Эмиратском институте передовой науки и техники, где работала над проектами спутников DubaiSat-1 и DubaiSat-2. В 2018 году она была назначена председателем Совета ОАЭ по четвёртой промышленной революции, а в 2016 году - главой Эмиратского совета учёных.
Ныне она является научным руководителем миссии Emirates Mars Mission, сотрудничающей с Колорадским университетом в Боулдере, Калифорнийским университетом в Беркли и Университетом штата Аризона. Она рассказывала на салоне TEDxDubai о миссии аппарата Аль-Амаль. В ноябре 2017 года Сара аль-Амири стала первой представительницей ОАЭ, выступившей на международной конференции TED, проходившей в Луизиане, и где она представляла миссию Hope Mars. Миссия стартовала в июле 2020 года и спутник вышел на орбиту Марса в феврале 2021 году. Это событие было также приурочено к 50-летию создания ОАЭ, отмечаемого в том же году. В 2015 году на Всемирном экономическом форуме она была награждена в числе 50 молодых учёных за её вклад в науку, технику и инженерное дело.
В октябре 2017 года Сара аль-Амири была назначена государственным министром по передовым наукам в правительстве ОАЭ. В стремлении расширить глобальное научное сотрудничество она посетила научные учреждения США в ноябре 2017 года. Сара аль-Амири была включена в список «100 женщин Би-би-си», обнародованный 23 ноября 2020 года. В феврале 2021 года она также была названа в списке 100 самых влиятельных людей будущего журнала «Time».